# Le Chesnay-Rocquencourt
Le Chesnay-Rocquencourt es una comuna nueva francesa situada en el departamento de Yvelines, de la región de Isla de Francia.

## Historia
Fue creada el 1 de enero de 2019, en aplicación de una resolución del prefecto de Yvelines de 29 de noviembre de 2018 con la unión de las comunas de Le Chesnay y Rocquencourt, pasando a estar el ayuntamiento en la antigua comuna de Le Chesnay.

## Demografía
Según los datos aportados en la resolución del prefecto de Yvelines, la comuna se crea con 32 334 habitantes.

## Composición
| Comuna fusionada | Código INSEE | Población (2016) | Superficie (km²) | Densidad (hab./km²) |
| ---------------- | ------------ | ---------------- | ---------------- | ------------------- |
| Le Chesnay       | 78158        | 28001            | 4.24             | 6604                |
| Rocquencourt     | 78524        | 3323             | 2.78             | 1195                |